# 에이콘 출판
에이콘 출판은 컴퓨터 관련 서적을 전문으로 하는 대한민국의 출판사이다. 1996년 11월에 설립되었다. 설립 초기에는 주로 수입 서적을 유통하였으며, 2000년부터 해외 번역서를 출간하기 시작했다. 서울특별시에 본사를 두고 있다.
- 전체도서목록

## 에이콘 시리즈
- acornLoft
- 웹 프로페셔널 시리즈
- 소셜미디어 시리즈
- 모바일 프로그래밍 시리즈
- 해킹과 보안 시리즈
- 임베디드 시스템 프로그래밍 시리즈
- UX 프로페셔널 시리즈
- 애자일 시리즈
- 검색 마케팅/웹 분석 시리즈
- 아키텍처 시리즈
- 윈도 시스템 시리즈
- 프리젠테이션 시리즈
- 이클립스 프로페셔널 시리즈
- 게임 개발 프로그래밍 시리즈
- MONITOR GROUP 시리즈
- 소프트웨어담론 시리즈[깨진 링크(과거 내용 찾기)]
- 자바/이클립스 시리즈[깨진 링크(과거 내용 찾기)]
- 그래픽 디자인 시리즈
- 플래시 시리즈[깨진 링크(과거 내용 찾기)]